# 유탕 (하구효후)
유탕(劉湯, ? ~ 기원전 61년)은 전한 후기의 제후로, 노공왕의 증손이다.

## 생애
본시 4년(기원전 70년), 아버지 유국의 뒤를 이어 하구후(瑕丘侯)에 봉해졌다.
하구효후 10년(기원전 61년)에 죽으니 시호를 효라 하였고, 작위는 아들 유봉의가 이었다.

## 출전
- 반고, 《한서》 권15하 왕자후표 下

| 전임 아버지 하구사후 유국 | 전한의 하구후 기원전 70년 ~ 기원전 61년 | 후임 아들 하구양후 유봉의 |